# Règle d'Ingelfinger
Dans l’édition scientifique, la règle d’Ingelfinger de 1969 stipulait à l'origine que le New England Journal of Medicine (NEJM) ne publierait pas les résultats qui avaient été publiés ailleurs, dans d'autres médias ou dans d'autres revues. La règle a ensuite été adoptée par plusieurs autres revues scientifiques et a depuis façonné la publication scientifique. Historiquement, elle a également contribué à garantir que le contenu de la revue est récent et ne reproduit pas du contenu précédemment publié ailleurs, et vise à protéger le système d'embargo scientifique,.
La règle d’Ingelfinger a été considérée comme ayant pour but d'empêcher les auteurs de publier des articles en double, ce qui augmenterait indûment leur historique de publication. D'autre part, il a également été évoqué que la véritable raison de la règle Ingelfinger est de protéger le flux de revenus des journaux ; avec l'augmentation de la popularité des serveurs de prépublication tels que arXiv, bioRxiv et PeerJPrePrints, beaucoup de journaux ont assoupli leurs exigences concernant la règle d’Ingelfinger. Pour défendre l’assouplissement de la règle, le NEJM a déclaré dans un éditorial que la pratique décourageait les scientifiques de parler aux médias avant que leur travail ne soit évalué par des pairs. 

## Origine
La règle doit son nom à Franz J. Ingelfinger, le rédacteur en chef du NEJM qui l'a énoncée en 1969. Une version antérieure de la politique avait été exprimée en 1960 par Samuel Goudsmit, rédacteur en chef des Physical Review Letters, mais elle n'est pas devenue aussi connue.

## Crédit d'auteurs
- (en) Cet article est partiellement ou en totalité issu de l’article de Wikipédia en anglais intitulé « Ingelfinger rule » (voir la liste des auteurs).